# Sierra Alvear
Sierra Alvear är en bergskedja i Argentina.   Den ligger i provinsen Eldslandet, i den södra delen av landet, 2 400 km söder om huvudstaden Buenos Aires.
Trakten runt Sierra Alvear består i huvudsak av gräsmarker. Runt Sierra Alvear är det mycket glesbefolkat, med 6 invånare per kvadratkilometer.